# Северная (приток Паркачихи)
Се́верная — река в Сарапульском районе Удмуртии, правый приток Паркачихи.
Река берёт начало на северной окраине села Октябрьский Сарапульского района. Течёт на юг, затем на юго-запад и снова на юг. Среднее течение проходит через болото, поэтому река изменяет своё русло. Впадает в Паркачиху на восточной окраине микрорайона Симониха города Сарапул.

## Данные водного реестра
По данным государственного водного реестра России относится к Камскому бассейновому округу, водохозяйственный участок реки — Кама от Воткинского гидроузла до Нижнекамского гидроузла, без рек Буй (от истока до Кармановского гидроузла), Иж, Ик и Белая, речной подбассейн реки — бассейны притоков Камы до впадения Белой. Речной бассейн реки — Кама.